# ФК Тобол
ФК „Тобо́л“ (на казахски: Тобыл Футбол Клубы) е футболен клуб от град Костанай, Костанайска област, Казахстан. Основан през 1967 година.
Домакинските си мачове играе на стадион „Централен“ с капацитет 10 000 зрители.
Шампион на Казахстан за 2010 и 2021година, носител на купата Интертото през 2007 года и Купата на Казахстан през 2007 година.

## Предишни имена
| Години      | Име            |
| ----------- | -------------- |
| 1967 – 1981 | „Автомобилист“ |
| 1982 – 1991 | „Енергетик“    |
| 1990 – 1991 | „Кустанаец“    |
| 1992 – 1994 | „Химик“        |
| от 1995     | „Тобол“        |

## Успехи
- Висша лига на Казахстан
  -  Шампион (2): 2010, 2021
  -  Вицешампион (5): 2003, 2005, 2007, 2008, 2020
  -  Бронзов медал (4): 2002, 2004, 2006, 2018
- Купа на Казахстан:
  -  Носител (1): 2007
  -  Финалист (2): 2003, 2011
- Суперкупа на Казахстан:
  -  Носител (2): 2021, 2022, 2024
- Интертото:
  -  Носител (1): 2007

## Български футболисти
- Веселин Бранимиров: 2005 - (5 мача - 0 гола)
- Станимир Димитров: 2005/09 - (108 мача - 6 гола)
- Георги Чиликов: 2009 - (11 мача - 4 гола)
- Радослав Цонев: 2024- (16 мача - 0 гола)